# Капетан Америка: Грађански рат
Капетан Америка: Грађански рат (енгл. Captain America: Civil War) је амерички научнофантастични суперхеројски филм из 2016 . године, редитеља Ентонија и Џоа Русоа и наставак филма Капетан Америка: Зимски војник из 2014. Сценарио потписују Кристофер Маркус и Стивен Макфили на основу стрипу Капетан Америка аутора Џоа Сајмона и Џека Кирбија, док је продуцент филма Кевин Фајги. Ово је тринаести наставак у серији филмова из Марвеловог филмског универзума. Насловну улогу тумачи Крис Еванс као Стив Роџерс / Капетан Америка, док су у осталим улогама Роберт Дауни Млађи, Скарлет Џохансон, Себастијан Стен, Ентони Маки, Дон Чидл, Џереми Ренер, Чедвик Боузман, Пол Бетани, Елизабет Олсен, Пол Рад, Емили Ванкамп, Том Холанд, Френк Грило, Вилијам Херт и Данијел Брил. У филму, неслагање око међународног надзора над Осветницима ломи тим на две супротстављене фракције − једну предводи Стив Роџерс, а другу Тони Старк.
Развој филма је почео касне 2013, када су Маркус и Макфили почели са писањем сценарија, који позајмљује концепте из серије стрипова „Грађански рат” из 2006. године, истовремено се фокусирајући на елементе приче и лика из претходних филмова о Капетану Америци да би закључио трилогију. Након успеха филма Зимски војник, браћа Русо су почетком 2014. потврдили да ће режирати и наставак. Име филма и премиса су откривени у октобру исте година, као и да ће се Дауни појавити у улози Старка; додатни глумци су најављени наредних месеци. Снимање је почело у априлу 2015. у Атланти, а завршено је у Немачкој у августу исте године, док је овај филм био први који је користио ИМАКС дигиталне 2Д камере (за централну сцену борбе на аеродрому). Визуелне ефекте за филм је креирало 20 различитих компанија.
Филм је премијерно приказан у Лос Анђелесу 12. априла 2016, док је у америчким биоскопима реализован 6. маја исте године. Остварио је критички и комерцијални успех, зарадивши преко 1,1 милијарди долара широм света, док су у филму нарочито похваљени сценарио, глума (нарочито Евансова и Даунијева), акционе сцене и теме. Најуспешнији је филм по заради из 2016. године. Четврти филм, Капетан Америка: Врли нови свет, премијерно је приказан 2025. године.

## Радња
Хидрин оперативац испраног мозга, Џејмс „Баки” Барнс је током 1991. године послат из Хидрине базе у Сибиру на мисију пресретања возила који преноси серум за супер-војнике. У садашњости, годину дана након пораза Алтрона у Соковији, Стив Роџерс, Наташа Романова, Ванда Максимов и Сем Вилсон покушавају да заробе Брока Рамлоуа пре него што украде биолошко оружје у Лагосу, Нигерија. Рамлоу активира бомбу како би усмртио себе и Роџерса, али Максимова успе да га одбаци у вис што изазове експлозију у солитеру у близини места дешавања. Неколико хуманитараца Ваканде погине у експлозији што изазове међународну пажњу.
Државни секретар Сједињених Држава, Тадеус Рос, упозорава Осветнике да се Организација Уједињених нација спрема да на снагу стави Соковијски протокол, који ће регистровати, организовати и надзирати Осветнике као такве. Осветници су подељених мишљења: Тони Старк, који је имао сусрет са мајком настрадалог момка из Соковије током пријема за једно од бројних Старкових спонзорстава младих научника, осећа грижу савест због учешћа у стварању Алтрона и подржава регистрацију. Стив Роџерс одговара да више поверења има у себе него у светске лидере. За то време, Хелмут Зимо налази Хидриног агента и Барнсовог надређеног и код њега налази књигу која садржи речи које активирају Барнсову нарав након испирања мозга пре него га убије. На конференцији ОУН у Бечу која се односи на Соковијски протокол, бомбашки напад за жртву узима времешног краља Ваканде, Т'Чаку. Видео-надзор сумњичи Барнса који је виђен на месту злочина што принца Ваканде, Т'Чалу, тера на завет да ће осветити очеву смрт. Шерон Картер обавештава Роџерса о локацији Барнса и плановима за његово смакнуће. Решен да помогне свом пријатељу и први испита његове циљеве, Роџерс се сукобљава са Барнсом како би га заштитио од Т'Чале (који је откривен као Црни Пантер) и власти, али у томе не успева те га полиција Букурешта и Џејмс Роудс хапсе.
Вешто глумећи психијатра ког је убио у хотелској соби, Зимо одлази да процени Барнсово стање што користи да активира његово агресивно понашање. Барнсово бекство Зимо користи као параван за лични бег. Роџерс успева да склони Барнса где га испита о свим дешавањима. Барнс открива локацију на којој се налази још неколико „Зимских војника” у криогеној комори. Без жеље да чека реакцију власти и несигуран у Старков суд, Роџерс и Вилсон одлучују да на своју руку зауставе Зима. Савезнике налазе у Клинту Бартону, који се враћа из пензије како би помогао Роџерсу; Максимоф, која развија романсу са Визијом; и Скоту Лангу, познанику Сема Вилсона. Уз Росову дозволу, Старк ангажује Романову, Т'Чалу, Роудса, Визију и свог новог пулена, Питера Паркера да би заробио одметнике. Старков тим стиже до Роџерса на аеродрому Лајпциг-Хале. Након борбе, Романова допушта Роџерсу и Барнсу да побегну у авиону. Остатак Роџерсовог тима бива заточен у Рафт затвору, Роудс доживљава озбиљну повреду кичме, а Романова бежи у илегалу.
Старк открива доказе о подметању злочина Барнсу и револтиран Росовом дрскошћу одлучује да самоиницијативно помогне Роџерсу. Уверивши Вилсона да му открије локацију где је Роџерс кренуо, Старк креће за њим. У сибирској бази Хидре, Старк склапа примирје са Роџерсом и Барнсом. Они сазнају да је Зимо побио све остале супер-војнике и емитује видео-запис на ком се види извештај са мисије из 1991. године где је Барнс послат да пресретне аутомобил који носи серум за супер-војнике, а у ком се налазе Старкови родитељи. Старк се осећа издано и намерава да убије Барнса од чега га Роџерс одговара. Након борбе у којој Старк уништи Барнсову механичку руку, Роџерс успева да му онеспособи одело. Роџерс одлази са Барсном остављајући иза себе свој штит. Задовољан осветом за своју настрадалу породицу, Зимо покуша самоубиство, али га Т'Чала, који је пратио Старка, у томе спречи.
Старк израђује механичку подршку за Роудсову кичму, док Роџерс упада у Рафт затвор и бежи са својим сарадницима. Роџерс шаље Старку писмо у ком га уверава да ће бити ту када му буде потребан и да му опрости за акције које је починио. У завршним сценама, Ваканда гарантује Барнсу азил у криогеној комори док се не открије лек за његово стање; Питер Паркер испробава уређај који му је предао Тони Старк.

## Улоге
| Глумац             | Улога                              |
| ------------------ | ---------------------------------- |
| Крис Еванс         | Стив Роџерс / Капетан Америка      |
| Роберт Дауни Млађи | Тони Старк / Ајронмен              |
| Скарлет Џохансон   | Наташа Романов / Црна удовица      |
| Себастијан Стен    | Баки Барнс / Зимски војник         |
| Ентони Маки        | Сем Вилсон / Фалкон                |
| Дон Чидл           | Џејмс „Роди” Роудс / Ратна машина  |
| Џереми Ренер       | Клинт Бартон / Хокај               |
| Чедвик Боузман     | Т'Чала / Црни пантер               |
| Том Холанд         | Питер Паркер / Спајдермен          |
| Елизабет Олсен     | Ванда Максимов / Гримизна Вештиица |
| Пол Рад            | Скот Ланг / Антмен                 |
| Пол Бетани         | Визија                             |
| Емили Ванкамп      | Шарон Картер / Агент 13            |
| Френк Грило        | Брок Румолв / Кросбонс             |
| Вилијам Херт       | Тадеус „Тандерболт” Рос            |
| Данијел Брил       | Хелмут Зимо                        |